# فلاديمير لينكه
فلاديمير لينكه (بالأوكرانية: Володимир Іванович Лінке)‏ (27 مارس 1958 بخاركيف في أوكرانيا - ) هو لاعب كرة قدم أوكراني في مركز الهجوم. لعب مع نادي ميتاليست خاركيف.

## وصلات خارجية
- فلاديمير لينكه على موقع اتحاد أوكرانيا (الإنجليزية)
- فلاديمير لينكه على موقع قاعدة بيانات كرة القدم.إي يو (الإنجليزية)